# Барбара Вест
Барбара Вест (енгл. Barbara West; Борнмут, 24. мај 1911 — Труро, 16. октобар 2007) је била једна од два последња жива путника која су преживела бродолом Титаника.
Барбара је рођена 24. маја 1911, а умрла је 16. октобра 2007. године. На свом првом путовању за Њујорк 15. априла 1912. била је стара само 10 месеци и 22 дана.
Последња жива особа са Титаника је била Милвина Дин из Енглеске.